# Mitterode
Mitterode ist ein Ortsteil der Stadt Sontra im nordhessischen Werra-Meißner-Kreis.

## Geographische Lage
Mitterode liegt nordnordwestlich der Kernstadt Sontra und ist von Wald umgeben. Zur Gemarkung gehören das Gut Wellingerode im Tal der Sontra zwischen der Kernstadt und dem Stadtteil Wichmannshausen sowie das westlich des Ortes gelegene Gut Urlettig.

## Geschichte

### Ortsgeschichte
Das als eine Rodungssiedlung entstandene Mitterode wurde, soweit bekannt, erstmals im Jahr 1195 urkundlich erwähnt: Als „Mutherodt“, in einem Schriftstück, in dem Papst Celestinus III. dem Kloster Germerode den Besitz von Höfen und Dörfern bestätigte. Wer die ersten Siedler waren, ist nicht bekannt. Da in dieser Zeit der Bereich zu dem thüringischen Reinichgau (Ringgau) gehörte, vermuten Heimatforscher, dass die Gründer Mitterodes thüringische Untertanen waren, die in den Wäldern einen Burgsitz errichteten und zu ihrem Schutz zuerst einen zweigeschossigen Wehrturm bauten, der später für einen sakralen Gebrauch umgebaut und zur Dorfkirche wurde. Sie nannten ihre Ansiedlung, weil mitten im Wald gerodet wurde, „Müterode“ (Mitterode). Die Bauherren nahmen diesen Namen an und nannten sich seither „von Müterode“. Nach dem Umzug derer von Müterode nach Wellingerode entwickelte sich das Gehöft zum Dorf.
Nach der Ersterwähnung im Jahr 1195 fehlen jegliche schriftlichen Zeugnisse bis zum Dezember 1339, als Mitterode in einem Lehnsrevers für die Grafen von Ziegenhain genannt wurde. In dieser Zeit wurde der Ort mehrfach hin- und hergerissen zwischen verschiedenen Besitzern und Zugehörigkeiten. Nach dem hessisch-thüringischen Erbfolgekrieg fielen die Dörfer Mitterode und Wellingerode im Jahr 1264 an Landgraf Heinrich I. von Hessen, wurden in den Jahren von 1385 bis 1387 von Landgraf Balthasar von Thüringen und den Erzbischöfen von Mainz und Köln erobert und kehrten später nach Hessen zurück.
Nach einer Urkunde aus dem Jahr 1407 verpfändeten die von Müterode die Dörfer Mitterode und Wellingerode und ihren Besitz an den thüringischen Landgrafen, den sie damit als ihren Lehnsherren anerkannten. Das Geschlecht derer von Müterode starb bis 1425 aus. Danach wurde Hermann Diede zum Fürstenstein mit deren Besitz durch Landgraf Ludwig I. von Hessen belehnt.
Bis 1627 gehörten Mitterode und Wellingerode zum Amt Sontra, einer territorialen Verwaltungseinheit der Landgrafschaft Hessen-Kassel. Durch Erbteilung und nach dem Abdanken von Landgraf Moritz wurde das Land unter seine vier Söhne aufgeteilt. Das Amt Sontra und somit auch Mitterode wurden in die teilsouveräne Landgrafschaft Hessen-Rotenburg, die sogenannte „Rotenburger Quart“, eingegliedert. Als die regierende Linie zu Rotenburg im Jahr 1834 ausstarb, fiel die Quart an Hessen-Kassel zurück.
Nachdem Napoléon I. halb Europa unter seine Herrschaft gebracht hatte, marschierten seine Truppen im November 1806 in Hessen ein. Nach dem Frieden von Tilsit im Jahr 1807 wurde das Königreich Westphalen von Napoléon per Dekret für seinen jüngsten Bruder Jérôme erschaffen. Mitterode lag in diesen Jahren bis 1813 im Departement der Werra, Distrikt Eschwege, Kanton Sontra des Königreichs Westphalen.
Nach der Völkerschlacht bei Leipzig (1813) löste sich das Königreich Westphalen auf. Mit der Wiederherstellung der vormaligen Verwaltungsstruktur gehörte das Amt Sontra erneut zur Landgrafschaft Hessen-Kassel, ab 1815 als Kurfürstentum Hessen bezeichnet. Im Jahr 1818 wurden Mitterode und Wellingerode vom Amt Sontra dem Amt Bischhausen zugeteilt. Das Amt Bischhausen bestand noch bis 1821 und wurde dann im Zuge der kurhessischen Verwaltungsreform dem neugebildeten Landkreis Eschwege zugeordnet. Nach der Annexion von Kurhessen durch Preußen als Folge des Deutschen Kriegs im Jahr 1866 gehörte der Kreis zum Regierungsbezirk Kassel der preußischen Provinz Hessen-Nassau. Ab 1946 war der Kreis einer der Landkreise des Landes Hessen. Im Rahmen der hessischen Kreisgebietsreform wurde der Landkreis Eschwege im Januar 1974 mit dem Nachbarkreis Witzenhausen zum Werra-Meißner-Kreis zusammengeschlossen.
Als sich die urkundliche Ersterwähnung zum 800sten Mal jährte, feierte die Mitteröder Dorfgemeinschaft im August 1995 das Jubiläum drei Tage lang mit einem großen Fest.
Hessische Gebietsreform (1970–1977)
Im Zuge der Gebietsreform in Hessen wurde die bis dahin selbständige Gemeinde Mitterode zum 1. August 1972 kraft Landesgesetz in die Stadt Sontra eingegliedert. Für Mitterode, wie für alle bei der Gebietsreform eingegliederten Gemeinden, wurde ein Ortsbezirk mit Ortsbeirat und Ortsvorsteher nach der Hessischen Gemeindeordnung gebildet.

### Verwaltungsgeschichte im Überblick
Die folgende Liste zeigt die Staaten und Verwaltungseinheiten, denen Mitterode angehört(e):
- vor 1567: Heiliges Römisches Reich, Landgrafschaft Hessen, Amt Sontra
- ab 1567: Heiliges Römisches Reich, Landgrafschaft Hessen-Kassel, Amt Sontra
  - 1627–1834: Landgrafschaft Hessen-Rotenburg (sogenannte Rotenburger Quart), teilsouveränes Fürstentum unter reichsrechtlicher Oberhoheit der Landgrafschaft Hessen-Kassel bzw. des Kurfürstentums Hessen
- ab 1806: Landgrafschaft Hessen-Kassel, Rotenburger Quart, Amt Sontra
- 1807–1813: Königreich Westphalen, Departement der Werra, Distrikt Eschwege, Kanton Sontra
- ab 1815: Kurfürstentum Hessen, Amt Sontra[7]
- ab 1818: Kurfürstentum Hessen, Niederhessen, Amt Bischhausen
- ab 1821/22: Kurfürstentum Hessen, Provinz Niederhessen, Kreis Eschwege[8][Anm. 2]
- ab 1848: Kurfürstentum Hessen, Bezirk Eschwege
- ab 1851: Kurfürstentum Hessen, Provinz Niederhessen, Kreis Eschwege
- ab 1867: Königreich Preußen, Provinz Hessen-Nassau, Regierungsbezirk Kassel, Kreis Eschwege
- ab 1871: Deutsches Reich,  Königreich Preußen, Provinz Hessen-Nassau, Regierungsbezirk Kassel, Kreis Eschwege
- ab 1918: Deutsches Reich, Freistaat Preußen, Provinz Hessen-Nassau, Regierungsbezirk Kassel, Kreis Eschwege
- ab 1944: Deutsches Reich, Freistaat Preußen, Provinz Kurhessen, Landkreis Eschwege
- ab 1945: Deutsches Reich, Amerikanische Besatzungszone, Groß-Hessen, Regierungsbezirk Kassel, Landkreis Rotenburg
- ab 1946: Deutsches Reich, Amerikanische Besatzungszone, Hessen, Regierungsbezirk Kassel, Landkreis Rotenburg
- ab 1949: Bundesrepublik Deutschland, Hessen, Regierungsbezirk Kassel, Landkreis Rotenburg
- ab 1972: Bundesrepublik Deutschland, Hessen, Regierungsbezirk Kassel, Landkreis Eschwege, Stadt Sontra
- ab 1974: Bundesrepublik Deutschland, Hessen, Regierungsbezirk Kassel, Werra-Meißner-Kreis, Stadt Sontra

## Bevölkerung

### Einwohnerstruktur 2011
Nach den Erhebungen des Zensus 2011 lebten am Stichtag dem 9. Mai 2011 in Mitterode 165 Einwohner. Darunter waren keine Ausländer.
Nach dem Lebensalter waren 33 Einwohner unter 18 Jahren, 57 zwischen 18 und 49, 33 zwischen 50 und 64 und 42 Einwohner waren älter. Die Einwohner lebten in 69 Haushalten. Davon waren 12 Singlehaushalte, 21 Paare ohne Kinder und 21 Paare mit Kindern, sowie 12 Alleinerziehende und keine Wohngemeinschaften. In 15 Haushalten lebten ausschließlich Senioren und in 36 Haushaltungen lebten keine Senioren.

### Einwohnerentwicklung
| Quelle: Historisches Ortslexikon |                  |
| • 1585:                          | 26 Haushaltungen |
| • 1747:                          | 39 Haushaltungen |

| Mitterode: Einwohnerzahlen von 1834 bis 2020 | Mitterode: Einwohnerzahlen von 1834 bis 2020 | Mitterode: Einwohnerzahlen von 1834 bis 2020 | Mitterode: Einwohnerzahlen von 1834 bis 2020 | Mitterode: Einwohnerzahlen von 1834 bis 2020 |
| --- | -------------------------------------------- | -------------------------------------------- | -------------------------------------------- | -------------------------------------------- |
| Jahr |                                              |                                              |                                              | Einwohner                                    |
| 1834 | 1834                                         |                                              | 358                                          | 358                                          |
| 1840 | 1840                                         |                                              | 340                                          | 340                                          |
| 1846 | 1846                                         |                                              | 350                                          | 350                                          |
| 1852 | 1852                                         |                                              | 353                                          | 353                                          |
| 1858 | 1858                                         |                                              | 352                                          | 352                                          |
| 1864 | 1864                                         |                                              | 342                                          | 342                                          |
| 1871 | 1871                                         |                                              | 333                                          | 333                                          |
| 1875 | 1875                                         |                                              | 308                                          | 308                                          |
| 1885 | 1885                                         |                                              | 297                                          | 297                                          |
| 1895 | 1895                                         |                                              | 284                                          | 284                                          |
| 1905 | 1905                                         |                                              | 284                                          | 284                                          |
| 1910 | 1910                                         |                                              | 272                                          | 272                                          |
| 1925 | 1925                                         |                                              | 265                                          | 265                                          |
| 1939 | 1939                                         |                                              | 260                                          | 260                                          |
| 1946 | 1946                                         |                                              | 375                                          | 375                                          |
| 1950 | 1950                                         |                                              | 355                                          | 355                                          |
| 1956 | 1956                                         |                                              | 277                                          | 277                                          |
| 1961 | 1961                                         |                                              | 232                                          | 232                                          |
| 1967 | 1967                                         |                                              | 232                                          | 232                                          |
| 1970 | 1970                                         |                                              | 240                                          | 240                                          |
| 1980 | 1980                                         |                                              | ?                                            | ?                                            |
| 1987 | 1987                                         |                                              | 202                                          | 202                                          |
| 2000 | 2000                                         |                                              | ?                                            | ?                                            |
| 2011 | 2011                                         |                                              | 165                                          | 165                                          |
| 2015 | 2015                                         |                                              | 176                                          | 176                                          |
| 2020 | 2020                                         |                                              | 143                                          | 143                                          |
| Datenquelle: Historisches Gemeindeverzeichnis für Hessen: Die Bevölkerung der Gemeinden 1834 bis 1967. Wiesbaden: Hessisches Statistisches Landesamt, 1968. Weitere Quellen: ; Stadt Sontra:; Zensus 2011 |                                              |                                              |                                              |                                              |

### Historische Religionszugehörigkeit
| • 1885: | 485 evangelische (= 99,78 %), ein jüdischer (= 0,22 %) Einwohner  |
| • 1961: | 434 evangelische (= 93,33 %), 29 katholische (= 6,24 %) Einwohner |

## Kirche

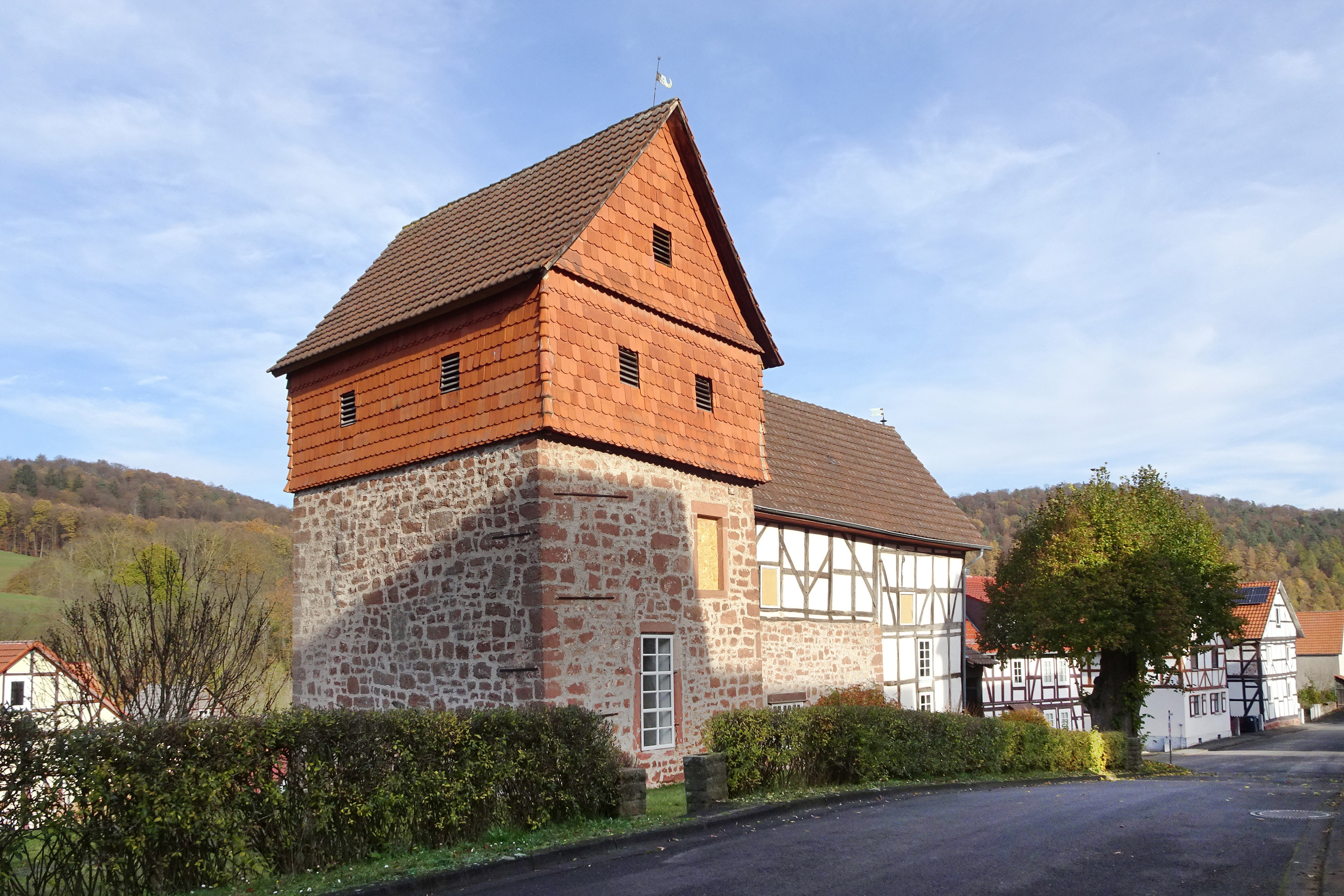
Der ehemalige Wehrturm wurde nach einer Aufstockung sowie An- und Umbauten zur Kirche des Ortes

Die Evangelische Kirche Mitterode in massivem Sandsteingefüge und Fachwerk hat eine wechselvolle Baugeschichte. Aus einem ehemaligen Wehrturm entstand im Laufe der Zeit durch Anbau, Umbau und Aufstockung das jetzige Gotteshaus, das einst St. Nikolaus geweiht worden war. Das Kircheninnere überrascht durch einen ungewöhnlichen Ausstattungsreichtum. Die kleine Dorfkirche zählt zu den protestantischen Bauernbarockkirchen im nordöstlichen Hessen, deren Innenräume eine üppige Ausmalung mit Wolkenhimmeln, Engeln, Landschaften und Rankenwerken schmücken. Wegen ihrer künstlerischen, geschichtlichen und baulichen Bedeutung ist sie ein geschütztes Kulturdenkmal.